# NASA Astronautengroep 21

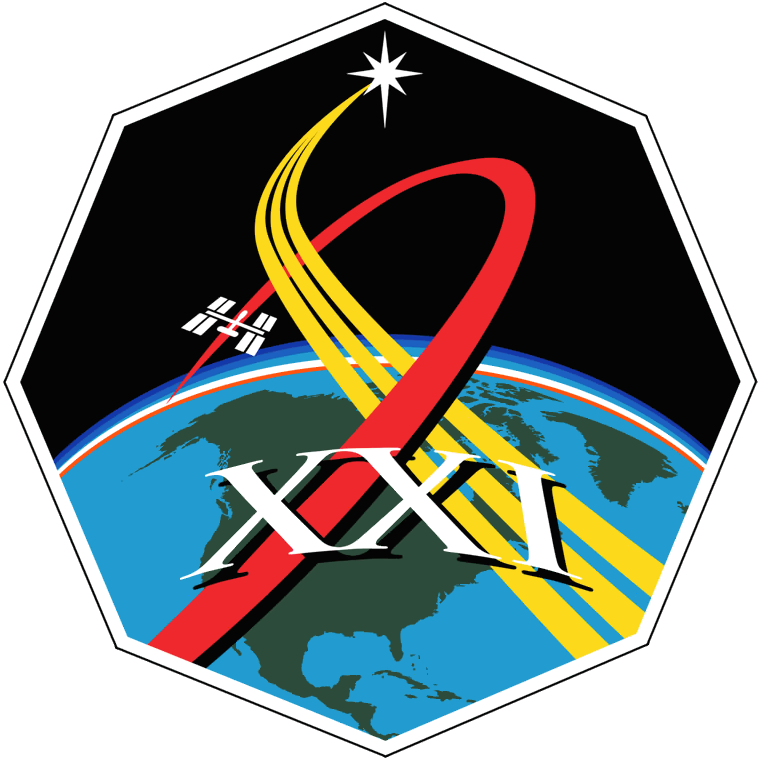
Patch Astronautengroep 21

The 8 Balls was de bijnaam van NASA's eenentwintigste astronautengroep. De groep werd aangekondigd in juni 2013 en voltooide de opleiding in juli 2015.
De groep bestond uit:
| Astronaut          | Aantal vluchten | Missies                                                       |
| ------------------ | --------------- | ------------------------------------------------------------- |
| Josh Cassada       | 1               | SpaceX Crew-5                                                 |
| Victor Glover      | 1               | SpaceX Crew-1, Artemis II (planning)                          |
| Nick Hague         | 2               | Sojoez MS-10 (vlucht afgebroken), Sojoez MS-12, SpaceX Crew-9 |
| Christina Koch     | 1               | Sojoez MS-12, Artemis II (planning)                           |
| Nicole Aunapu Mann | 1               | SpaceX Crew-5                                                 |
| Anne McClain       | 2               | Sojoez MS-11, SpaceX Crew-10                                  |
| Jessica Meir       | 1               | Sojoez MS-15                                                  |
| Andrew Morgan      | 1               | Sojoez MS-13                                                  |